# Podlešje
Podlešje – wieś w Słowenii, w gminie Šentjur. W 2018 roku liczyła 46 mieszkańców.